# Io, Matia (brano musicale)
Io, Matia è un brano musicale inciso nel 1974 da un'allora sconosciuta Antonella Ruggiero – accreditata come «Matia» –, pubblicato come singolo in due edizioni con differenti a side (vedi là sotto) e composto principalmente da Piero Cassano, ma accreditato anche ad Aldo Stellita per i diritti della SIAE.

## Descrizione

### Origini e storia
Il brano è, originariamente, il lato B del singolo d'esordio come solista di Antonella Ruggiero (lato A: La strada del perdono), inciso nel 1974 dalla cantante genovese – che, in questo brano, fa vocalizzi e suona l'armonica – con lo pseudonimo di «Matia».
La collaborazione è del gruppo dei J.E.T., con cui la stessa Ruggiero lavorava come corista non accreditata dall'album Fede, speranza, carità (1972). Mentre della formazione originale – a cui apparteneva Renzo «Pucci» Cochis – sono rimasti i soli Piero Cassano, Carlo «Bimbo» Marrale e Aldo Stellita, il nuovo batterista della band è Paolo Siani; la cui presenza è, però, limitata a una sola stagione. Difatti, nel 1975, tre dei quattro componenti dei J.E.T. – ovvero Cassano, Marrale e Stellita – fondano, con Antonella, i Matia Bazar. 

#### Altre presenze
Sempre nel 1975, il brano è ripubblicato come lato B del singolo Stasera... che sera!/Io, Matia – il cui lato A è il primo brano dei Matia Bazar –, che è anche l'unico in cui Paolo Siani (ex-batterista dei J.E.T.) collabora come turnista. Subito dopo, infatti, arriva il batterista Giancarlo Golzi a completare la prima formazione del gruppo.
L'anno successivo, il brano viene inserito nell'album di debutto Matia Bazar 1 (Ariston, AR LP 12283), con una durata di 3 minuti e un quarto.
Sarà poi incluso, rimasterizzato, nell'antologia su LP, MC e CD Stasera che sera (1978) e, solo su CD, nel box-set The Platinum Collection (2007) dell'omonima serie.

### Versionelivedei Matia Bazar
La versione live, intitolata Noi..., rappresenta per i Matia Bazar la terza traccia del loro secondo album, Gran Bazar (1977), che è l'unico con una facciata in studio e l'altra dal vivo. Negli ultimi secondi di questa versione – con Giancarlo Golzi, che dal 1975 è batterista ufficiale e quinto membro della band – Matia presenta tutti i componenti del gruppo.

## Tracce
Tutti i brani sono editi dalle Edizioni musicali Ariston.
Singolo 7" (45 giri Ariston, AR 00634 1974)
 Lato A
1. La strada del perdono – 4:07 (testo: Aldo Stellita – musica: Piero Cassano)

Lato B
1. Io, Matia (strumentale) – 3:50 (musica: Aldo Stellita, Piero Cassano)

Singolo 7" (45 giri Ariston, AR 00669 1975)
 Lato A 
1. Matia Bazar – Stasera... che sera! (feat. Paolo Siani) – 3:25 (testo: Aldo Stellita – musica: Carlo Marrale, Piero Cassano)

Lato B
1. Io, Matia (strumentale) – 3:50 (musica: Aldo Stellita, Piero Cassano)

## Musicisti
- Antonella «Matia» Ruggiero[11] – armonica, marimba[12][13], vocalizzi
- Piero Cassano[14][11] – tastiere
- Carlo «Bimbo» Marrale[14][11] – chitarra
- Aldo Stellita[14][11] – basso
- Paolo Siani[14][12] – batteria
- Giancarlo Golzi[11][15] – batteria